# Pas facile d'être papa
Pour plus de détails, voir Fiche technique et Distribution.
Pas facile d'être papa (A Cool, Dry Place) est un film américain réalisé par John N. Smith en 1998.

## Synopsis
Russell Durrell est plaqué par son épouse Kate alors que leur fils est tout jeune ; il ne peut mener de front l'éducation de son fils et sa carrière d'avocat, et se réfugie dans une ville de province où il refait doucement sa vie. Il croise Beth avec laquelle peut-être, si n'intervenait pas justement à ce moment son épouse...

## Fiche technique
- Scénario : Matthew McDuffie d'après le roman Dance Real Slow de Michael Grant Jaffe
- Durée : 97 min
- Pays :  États-Unis
- Langue : anglais
- Couleur : DeLuxe
- Son : Dolby
- Classification : États-Unis : PG-13 (certificat #36172; sexualité et langage grossier)

## Distribution
- Vince Vaughn (VF : Jérôme Keen) : Russell Durrell
- Monica Potter (VF : Brigitte Berges) : Kate Durrell
- Joey Lauren Adams : Beth Ward
- Bobby Moat : Calvin Durrell
- Devon Sawa : Noah Ward
- Todd Louiso : Bob Harper
- Jenny Robertson : Joyce Ives
- Siobhan Fallon Hogan : Charlotte
- Skipp Sudduth : Jack Newbauer
- Beth Littleford : Suzanne